# Anthony Spinner
Anthony Spinner est un producteur et scénariste américain, né le 4 avril 1930 à New York, (États-Unis). 
Il est essentiellement connu dans le monde pour avoir produit de nombreuses séries pour Quinn Martin mais aussi Des agents très spéciaux, la série Search ainsi que Le retour du Saint à la fin des années 1970.

## Séries télévisées
- 1962-1963 : The Dakotas
- 1967 : Les Envahisseurs
- 1967-1968 : Des agents très spéciaux
- 1970-1971 : Dan August
- 1971-1972 : La Nouvelle Équipe
- 1973 : Search
- 1973-1974 : Sur la piste du crime
- 1974-1976 : Cannon
- 1976 : Baretta
- 1978-1979 : Le Retour du Saint